# Abell 2065

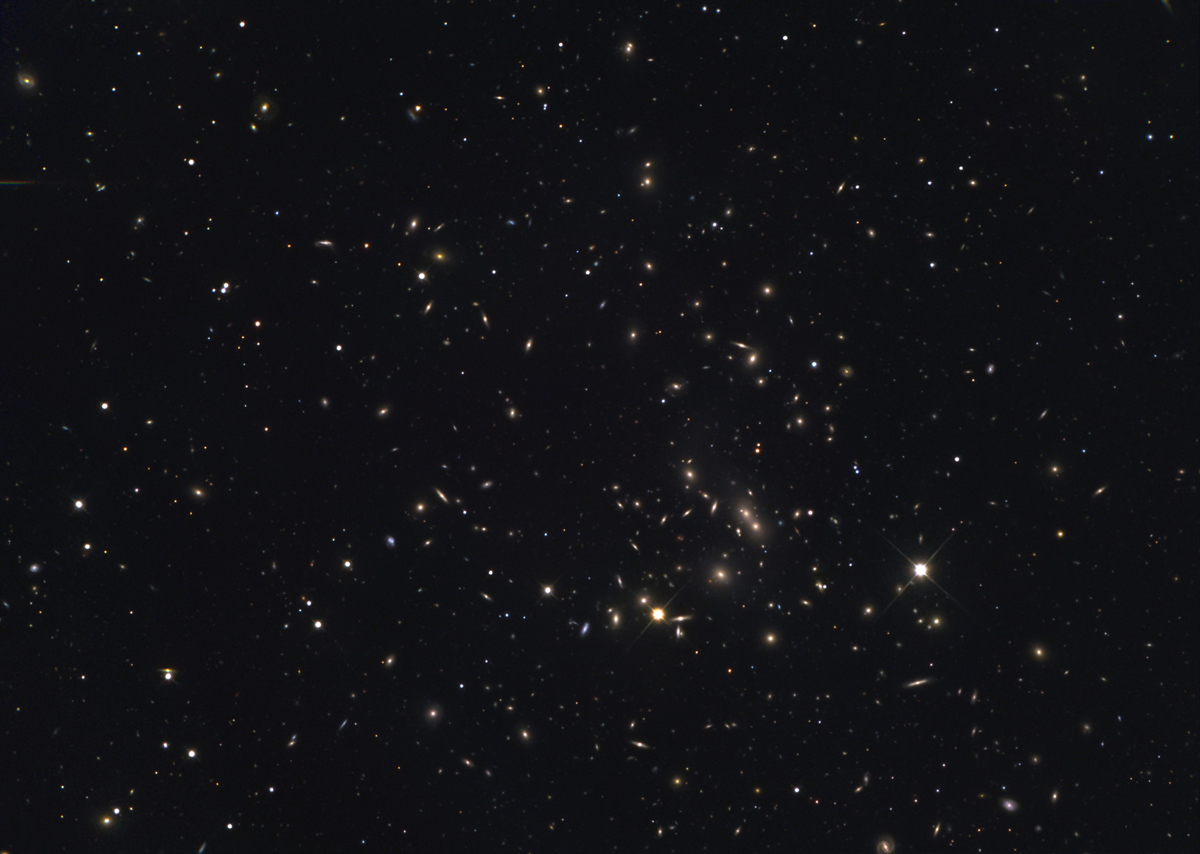
A Corona Borealis-halmaz

Az Abell 2065, vagy másként a Corona Borealis-halmaz legalább 400 nagy galaxisból áll. Előrehaladott fejlődési állapotban lévő halmaz, akárcsak a Coma-halmaz. A röntgenészlelések azonban két különálló röntgenmagot találtak, ami arra utal, hogy az Abell 2065 talán két ősi halmaz egyesülésével jöhetett létre. A halmaz a Corona Borealis szuperhalmaz középpontjában helyezkedik el.
| Abell 2065         |                   |
| ------------------ | ----------------- |
| Katalógusszáma     | Abell 2065        |
| Távolsága          | 1 milliárd fényév |
| Galaxisok száma    | >1000             |
| Legfényesebb tagja | PGC 54876 (16,0)  |